# Henryk Trębicki
Henryk Trębicki, né le 22 octobre 1940 et mort le 8 juin 1996, est un haltérophile polonais. 

## Palmarès

### Jeux olympiques
- Médaille de bronze aux Jeux de 1968 à Mexico, Mexique[1]